# مقاطعة نرخ
نرخ هي مقاطعة أفغانية تبلغ مساحتها حوالي 480 كيلومترًا مربعًا (185 ميل مربع) في شرق ولاية وردك. قُدّر عدد سكانها بحوالي 57000 نسمة في عام 2002، يتألفون من حوالي 99٪ من البشتون، ٪ الطاجيك و 1٪ الهزارة. مركز المقاطعة هو كين عزت.
خلال فترة رئاسة محمد داود خان في السبعينيات، زرعت مقاطعة النرخ بالعديد من الأشجار المثمرة. ومع ذل ، فقد جفت منذ ذلك الحين في مواسم الجفاف.

## الأمن والسياسة
أفيد في 17 نوفمبر 2009 أن القوات الأفغانية وقوات الناتو قتلت مزارعًا ومسلحًا خلال إحدى العمليات.
أفادت الأنباء في 20 نوفمبر أنه اعتقل مسلح مشتبه به عندما فُتشت العديد من المجمعات التي تستخدمها حركة طالبان للهجمات بالعبوات البدائية الصنع والهجمات بالأسلحة الصغيرة. وقع الحادث في دارمنديان.
في 12 مايو 2021 استولت عليها حركة طالبان.